# Python (raketa)
Python je družina IR-vodenih raket zrak-zrak s kratkim dosegom. Proizvaja jih izraelski Rafael Advanced Defense Systems. Prva raketa Shafrir-1 je bila razvita leta 1959, v 1970-ih je sledila Shafrir-2. Potem so jim, zaradi prepoznavnosti na svetovnem trgu, dali zahodno ime Python ("piton"). Leta 1978 so predstavili Python-3 in za njo še Python-4, Python-5, Derby in protiletalski sistem SPYDER. Vse rakete imajo kratki doseg in IR vodenje, razen Derby ima okrog 50 kilometrov dosega in aktivno radarsko vodenje. Rakete Python uporablja več kot 15 drugih držav in veljajo za zelo sposobne.
Vse rakete uporabljajo za pogon trdogorivni raketni motor. Hitrost leta je okrog Mach 3,5-4. 

## Specifikacije

### Shafrir-1
- Dolžina: 250 cm (2,5 m)
- Razpon: 55 cm
- Premer: 14 cm
- Teža: 65 kg
- Vodenje: IR
- Bojna glava: 11 kg, pozenje 30 kg
- Doseg: 5 km
- Hitrost:

### Shafrir-2
Raketa Shafrir-2 je med Jomkipursko vojno sestrelila 89 letal in še 17 v drugih konfliktih.
- Dolžina: 250 cm (2,5 m)
- Razpon: 55 cm
- Premer: 15 cm
- Teža: 93 kg
- Vodenje: IR
- Bojna glava: 11 kg
- Doseg: 5 km
- Hitrost:

### Python-3
Python-3 je zelo izboljšana verzija z večjo hitrostjo, dosegom in sposobnostmi. Sestrelila je okrog 35 (po nekaterih virih 50) letal. Te rakete so proizvajali tudi licenčno na Kitajskem kot PL-8.
- Dolžina: 295 cm
- Razpon: 80 cm
- Premer: 16 cm
- Teža: 120 kg
- Vodenje: IR
- Bojna glava: 11 kg, bližinski detonator
- Doseg: 15 km
- Hitrost:  Mach 3.5

### Python-4
V uporabo je vstopila v 1990ih, je integrirana z vizirjem na čeladi (HMS). Senzor naj bi deloval v dveh valovnih razponih, podobno kot pri ameriškem FIM-92 Stinger (IR in UV), tako naj bi bila bolj odporna na toplotne vabe.
- Dolžina: 300 cm
- Razpon: 50 cm
- Razpon:  16 cm
- Teža: 120 kg
- Vodenje: IR
- Bojna glava: 11 kg, aktivni laserski bližinski detonator
- Doseg: 15 km
- Hitrost: Mach 3.5 ali več

### Python-5
Ima večji doseg in LOAL sposobnost ("lock-on after launch" - zakleni cilj po izstrelitvi) in tudi možnost napadanja ciljev v ozadju letala. 
- Dolžina:: 310 cm
- Razpon:  64 cm
- Razpon:  16 cm
- Teža: 105 kg
- Vodenje: IR + elektrooptično
- Bojna glava: 11 kg
- Doseg: >20 km
- Hitrost: Mach 4

### Derby
Znana tudi kot Alto, je raketa s srednjim dosegom (50 km) in aktivno radarsko vodena. 
- Dolžina: 362 cm
- Razpon: 64 cm
- Premer: 16 cm
- Teža: 118 kg
- Vodenje: aktivno radarsko
- Bojna glava: 23 kg
- Doseg: 50 km
- Hitrost: Mach 4

### SPYDER
SPYDER (Surface-to-air PYthon and DERby) je zemeljski protiletalski sistem, ki uporablja raketi Python-5 in Derby.

## Uporaba
- CASA C-101 Aviojet
- McDonnell Douglas F-4 Phantom II
- F-5E/F Tiger-II
- McDonnell Douglas F-15 Eagle
- General Dynamics F-16 Fighting Falcon[2]
- Dassault Mirage III
- Dassault Mirage 5
- Dassault Mirage 2000
- IAI Nesher/Dagger/Finger
- IAI Kfir
- BAE Sea Harrier
- HAL Tejas
- Saab JAS 39 GripenNG[3]
- Suhoj Su-30MKI[navedi vir]
- Su-25KM Scorpion[4]